# 목걸이레밍속
목걸이레밍속 또는 목걸이레밍쥐속(Dicrostonyx)은 쥐상과 비단털쥐과에 속하는 설치류 속의 하나이다. 목걸이레밍족(Dicrostonychini)의 유일속이다. 겨울에 털이 완전히 흰색으로 변하는 유일한 북아메리카 설치류이다.

## 하위 종
| - 북부목걸이레밍 (D. groenlandicus) - 웅가바목걸이레밍 (D. hudsonius) - 넬슨목걸이레밍 (D. nelsoni) - 오길비산맥목걸이레밍 (D. nunatakensis) | - 리처드슨목걸이레밍 (D. richardsoni) - 북극레밍 (D. torquatus) - 어널래스카목걸이레밍 (D. unalascensis) - 브란겔랴레밍 또는 우랑겔레밍 (D. vinogradovi) |